# Calanthe aureiflora
Calanthe aureiflora är en orkidéart som beskrevs av Johannes Jacobus Smith. Calanthe aureiflora ingår i släktet Calanthe och familjen orkidéer. Inga underarter finns listade i Catalogue of Life.